# Casildo Herreras
Casildo Herreras, en ocasiones citado como Casildo Herrera (Buenos Aires,  Argentina, 21 de octubre de 1928 – 12 de agosto de 1997), fue un dirigente sindical argentino del gremio de textil, ideología peronista, miembro de las 62 Organizaciones.

## Biografía y carrera sindical
Nació en Villa Devoto el 21 de octubre de 1928, y a los 17 años entró como obrero textil en la empresa Grafa. 
Tras el golpe militar que derrocó a Juan Domingo Perón en 1955, Herreras se decidió por la acción gremial clandestina. En  representación de su sindicato, la Asociación Obrera Textil (AOT), participó en 1957 en la fundación de las 62 Organizaciones, luego dominadas por el sindicalismo ortodoxo que simbolizaba el líder metalúrgico Augusto Timoteo Vandor.
Su arribo a la Secretaría General de la AOT, que ocupó durante varios años, lo catapultó en 1975 al liderazgo de la CGT con el indispensable respaldo de Lorenzo Miguel.
Herreras fue uno de los promotores de la huelga general realizada en 1975 por la CGT, la primera que la central sindical le hacía en la historia a un gobierno peronista, y que mostraba la descomposición política que atravesaba la gestión de Isabel Perón.

## El exilio
Herreras viajó a Uruguay el 23 de marzo de 1976, un día antes del golpe militar, en un catamarán que hacía el servicio diario entre el Tigre y Carmelo. Pero siempre Herreras sostuvo que su viaje fue tres días antes y con motivo de una reunión gremial en Montevideo.
Fue el último secretario general que la CGT tuvo antes del golpe de Estado del 24 de marzo de 1976. 
En Montevideo estuvo detenido a pedido de los militares argentinos. Pero consiguió refugio en la Embajada mexicana, la que le permitió llegar a Madrid, donde permaneció exiliado más de siete años.
Su regreso se produjo el 30 de noviembre de 1983, poco antes de la asunción de Raúl Alfonsín. Expresó sus intenciones de volver a estar al frente de la AOT e impulsó la formación de la oposición a Pedro Goyeneche y Délfor Giménez, aunque sin éxito.